# Cerkev Marijinega oznanjenja, Nazarje

Cerkev Marijinega oznanjenja v Nazarjah je župnijska cerkev župnije Nazarje in samostanska cerkev sosednjega frančiškanskega samostana. Cerkev stoji na griču Gradišče nad sotočjem Drete in Savinje.

## Kapela Nazaret
Leta 1615 je ljubljanski škof Tomaž Hren za ljubljansko škofijo kupil grad in gospoščino Vrbovec. Leta 1624 je dal na griču nad gradom zgraditi kapelo Matere Božje, posnetek Marijine nazareške hišice (tedaj prve kopije loretske kapele v Evropi). Iz Loreta si je priskrbel načrt in mere. Kapela je bila posvečena septembra 1628. Ob posvetitvi je škof v Marijin oltar vložil kar 63 relikvij. Škof je kapelo imenoval Nazaret. Po kapeli je celotno naselje z okolico dobilo ime Nazarje.
Zaradi vse večjega števila romarjev, ki so potrebovali oskrbo, je Hrenov naslednik, ljubljanski škof Rinaldo Scarlicchio, leta 1632 kapelo izročil frančiškanom. Ti so ob kapeli postavili samostan in sedanjo cerkev, ki jo je septembra 1661 posvetil ljubljanski škof Oton Friderik Buchheim.

## Cerkev Marijinega oznanjenja
Cerkev je renesančna stavba s pravokotnim tlorisom, široko vhodno vežo in ladjo z banjastim svodom. Današnji glavni oltar iz belega marmorja je leta 1897 izdelal arhitekt Janez Vurnik. Posvečen je Marijinemu oznanjenju. Na obeh straneh ladje so postavljene pravokotne kapele, v katerih je 6 stranskih oltarjev s konca 17. stoletja. Slike (olje na platnu) na stranskih oltarjih so delo Valentina Metzingerja, Fortunata Berganta, Janeza Potočnika in Matije Bradaška. Na koru so orgle iz leta 1763.
Ob cerkvi je zgrajen frančiškanski samostan. Ločen od cerkve stoji jugovzhodno od nje samostan sester klaris.